# Automeris pernambucensis
Automeris pernambucensis is een vlinder uit de familie van de nachtpauwogen (Saturniidae). De wetenschappelijke naam van de soort is voor het eerst geldig gepubliceerd in 1973 door Lemaire.